# Otto Šimánek
Otto Šimánek (ur. 28 kwietnia 1925 w Třešti, zm. 8 maja 1992 w Pradze) – czeski aktor, znany głównie z tytułowej roli w filmach Jindřicha Poláka o Panu Tau.

## Wybrana filmografia
- 1958: Tęsknota – szwagier (Lidé na zemi a hvězdy na nebi)
- 1961: Przygody Münchhausena – Michel Ardan
- 1962: W pogoni za meteorytem – Veselský
- 1965: Każdy młody mężczyzna
- 1967: Koniec agenta W4C – wynalazca
- 1969–1978: Pan Tau – pan Tau
- 1969: Światowcy – facet
- 1970: Jest pan wdową, proszę pana! – przemysłowiec Alfred Kelleti
- 1970: Harem pana Voka – przemysłowiec Alfred Kelleti
- 1973: Trzy orzeszki dla Kopciuszka – król (głos, wersja czeska)
- 1977: Jutro wstanę rano i oparzę się herbatą – White
- 1979: Arabela – Dlouhý
- 1981: Zielona fala – mężczyzna
- 1984: Lucie, postrach ulice – detektyw